# Объединённый вокзал Цинциннати
Объединённый вокзал Цинцинна́ти (англ. Cincinnati Union Terminal) — действующая пассажирская железнодорожная станция и размещённый в здании её вокзала музейный центр, расположенные на западной окраине города Цинциннати, штат Огайо. Станция была построена в 1928—1933 годах, чтобы объединить пассажирские операции семи независимых железных дорог, ранее выполнявшиеся пятью городскими вокзалами. Из-за Великой депрессии и автомобилизации пассажиропотоки через станцию не вышли на проектные значения. После Второй мировой войны количество поездов непрерывно сокращалось, и в 1972 году движение полностью прекратилось. Путевое хозяйство станции было частично демонтировано, частично перепрофилировано под товарные перевозки. Пассажирский конкорс (распределительный зал), перронные платформы, почтамт и другие станционные постройки были снесены. Главное здание вокзала сохранилось и с 1990 года используется как городской музей. Пассажирское движение — единственный фирменный поезд Amtrak — было возобновлено в 1991 году.
Здание вокзала Цинциннати — вершина развития архитектуры американского ар деко. В проекте воплотились, с одной стороны, опыт и теоретические идеи мастера железнодорожного строительства Альфреда Фельхаймера, а с другой — творчество архитекторов Роланда Уэнка и Поля-Филиппа Кре и художников-монументалистов Пьера Бурделя, Максфилда Кека, Винолда Райсса и Уильяма Хеншеля, создавших сильный художественный образ. После реставрации 2010-х годов строгий, аскетичный снаружи вокзал встречает посетителей буйством красок вестибюля-ротонды и изящными интерьерами салонов, залов и кабинетов. В здании действуют четыре музея, кинотеатр Omnimax, городская библиотека и архивы.

## История

### Предпосылки

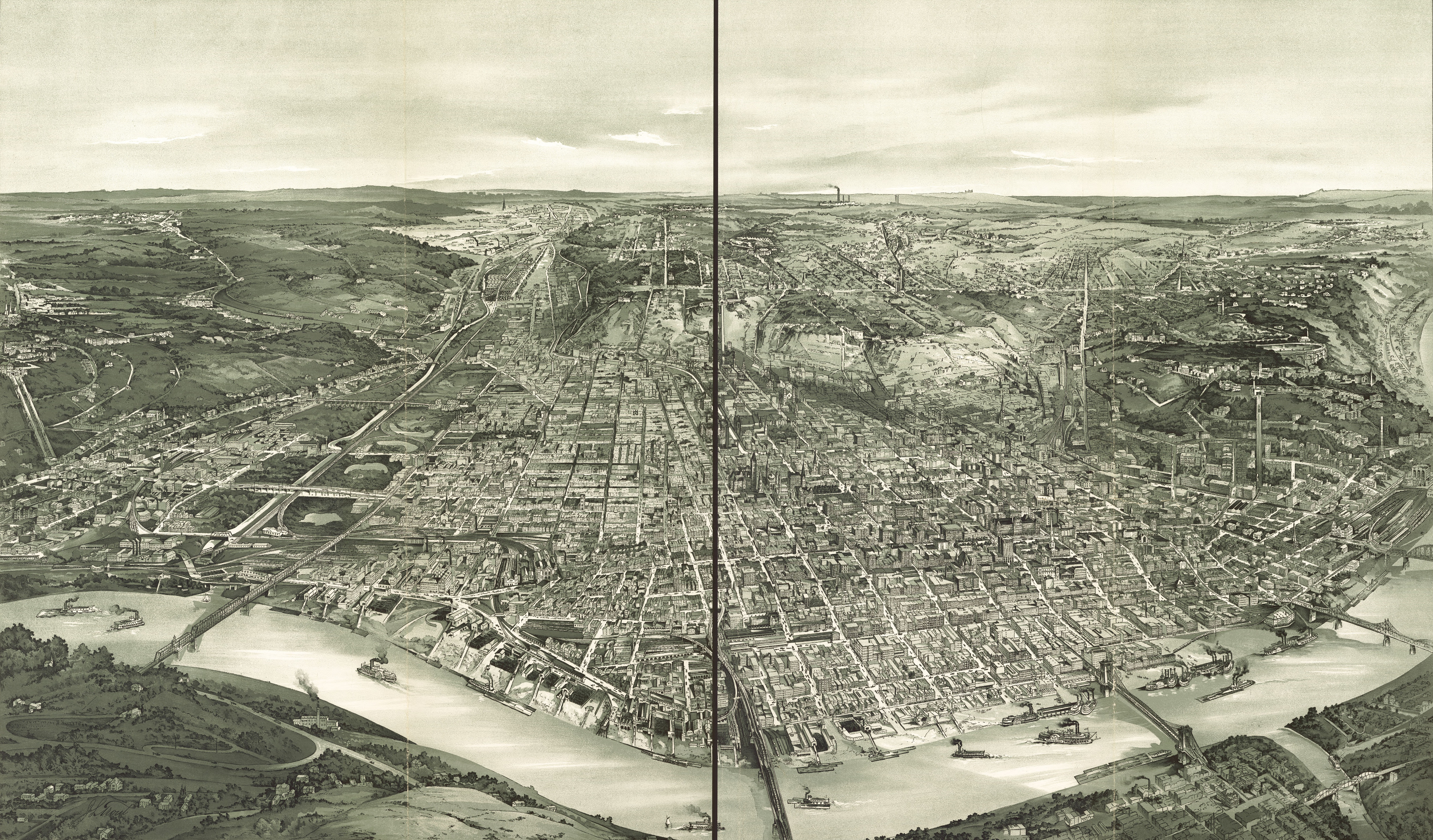
Панорама Цинциннати в 1900 году, вид на север. На переднем плане река Огайо и железнодорожные мосты южных направлений. Слева река Милл-Крик и железные дороги северных направлений

Город Цинциннати, основанный в 1788 году, располагается на правом, северном берегу реки Огайо. Примерно в трёх километрах к западу от исторического центра города, в направлении с севера на юг протекает приток Огайо — река Милл-Крик. В первые десятилетия существования города низменная, часто подтопляемая долина Милл-Крик служила его естественной западной границей. Между старым городом и долиной Милл-Крик располагались скотобойни и консервные заводы. К 1842 году город стал крупнейшим мясоперерабатывающим центром США — здесь заготавливали примерно четверть от производимой в США товарной свинины. Первые железнодорожные станции, построенные в 1840-е годы, базировались к востоку от исторического центра. Затем были построены железнодорожные дороги восточного и западного направлений вдоль северного берега Огайо, а в 1850—1851 годы вдоль Милл-Крик прошла железная дорога северного направления. За несколько десятилетий она превратилась в мощный транспортный коридор, объединявший дороги на Индианаполис-Чикаго (северо-запад), Дейтон-Толидо-Детройт (север) и Колумбус-Кливленд (северо-восток).
Между магистральным коридором и городской застройкой расположились грузовые дворы, локомотивные депо и служебные ветки, связывавшие северное направление с железными дорогами южных направлений и с дорогами, проложенными по северному берегу реки Огайо. Именно там, в низинах у реки, располагались пять основных пассажирских станций Цинциннати — представительные образцы викторианской архитектуры, совершенно не защищённые от периодических наводнений. После наводнения 1884 года железнодорожники начали обсуждать постройку объединённого вокзала на ином, выше расположенном месте. Новый вокзал должен был решить одновременно несколько задач — объединить в одном месте пассажирские станции, разгрузить движение на перегруженных магистралях и соединительных ветвях, вывести пассажирские поезда из зоны подтопления, и убрать железные дороги с городских улиц.
Первый детально разработанный проект, основанный на опыте Нью-Йорка, был предложен в 1904 году. Он предполагал снос значительного числа кварталов сложившейся застройки и был для своего времени слишком масштабным и дорогим. Второй проект, одобренный в 1910 году, совмещал вокзал и офисный небоскрёб подобно позднейшему Terminal Tower в Кливленде. Небоскрёб был выстроен в 1911—1913 годы, постройка вокзала даже не была начата. В 1913 году на город обрушилось ещё одно катастрофическое наводнение, а начало Первой мировой войны в 1914 году сопровождалось падением грузопотоков и доходов железнодорожников. После вступления США в войну и временной национализации железных дорог грузопотоки выросли, но хаотично сложившийся железнодорожный узел уже не справлялся с ними, а железнодорожные компании не хотели или не могли объединиться для его реконструкции. Совместное предприятие семи железных дорог и города Цинциннати по строительству вокзала и полной реконструкции транспортного узла стало реальностью лишь летом 1927 года. 

### Проектирование

План фактически построенной станции (1933)

В ноябре 1927 года начались проектно-изыскательские работы; стоимость строительства в то время оценивалась в 75 миллионов долларов. Проектирование железнодорожного узла в целом возглавил главный инженер проекта Генри Матсон Уэйт (1869—1944).
Размещение вокзала в деловом центре или вблизи него оказалось неприемлемо затратным, и организаторам строительства пришлось использовать участок промзоны вдоль транспортного коридора юг-север в 2,5 км от центра города. Меридиональная ориентация путей обеспечивала естественную связь с северным направлением. Выход на южные и западные направления требовал постройки эстакад соединительных ветвей и нового моста через реку Огайо, но также не вызывал вопросов (старый мост, не рассчитанный на нагрузки 1920-х годов, так или иначе требовал замены). Сложнее было с восточными направлениями, традиционно проходившими в зоне подтопления. По неизвестным причинам проектировщики выбрали неудобную схему движения с заходом прибывающих поездов в черту города с востока и последующей их передачей на северное направление по вновь построенной ветке.

Ранний проект фасада (весна 1929)

Генеральным подрядчиком строительства стала нью-йоркская фирма James Stewart and Company, а архитектурное проектирование организаторы поручили фирме Альфреда Фельхаймера (1875—1959) и Стюарда Вагнера (1886—1958). Фельхаймер, опытный теоретик и практик, был крупнейшим авторитетом своего времени в области транспортного строительства, проповедником принципов «пользы, эффективности и честности художественного образа». Главным архитектором проекта стал молодой иммигрант из Венгрии Роланд Энтони Уэнк (1898—1970).
В 1928 году организаторы строительства приняли за основу проект Уэнка, решённый в стиле ар деко с элементами неоренессанса и традиционным, консервативным убранством помещений. Два года спустя, когда земляные работы были завершены, а монтаж здания вокзала ещё не начался, не удовлетворённые решением Уэнка управленцы пригласили в проект француза Поля Кре (1876—1945). Кре, состоявший мастер модернизированной неоклассики и ар деко, предложил идеи оформления здания, которые и были реализованы. Изменённый архитектурный проект был принят к исполнению 1 июня 1931. Отказ от ренессансного декора в пользу чистого ар деко позволил создать цельный образ вокзала и снизил стоимость его строительства.

### Строительство

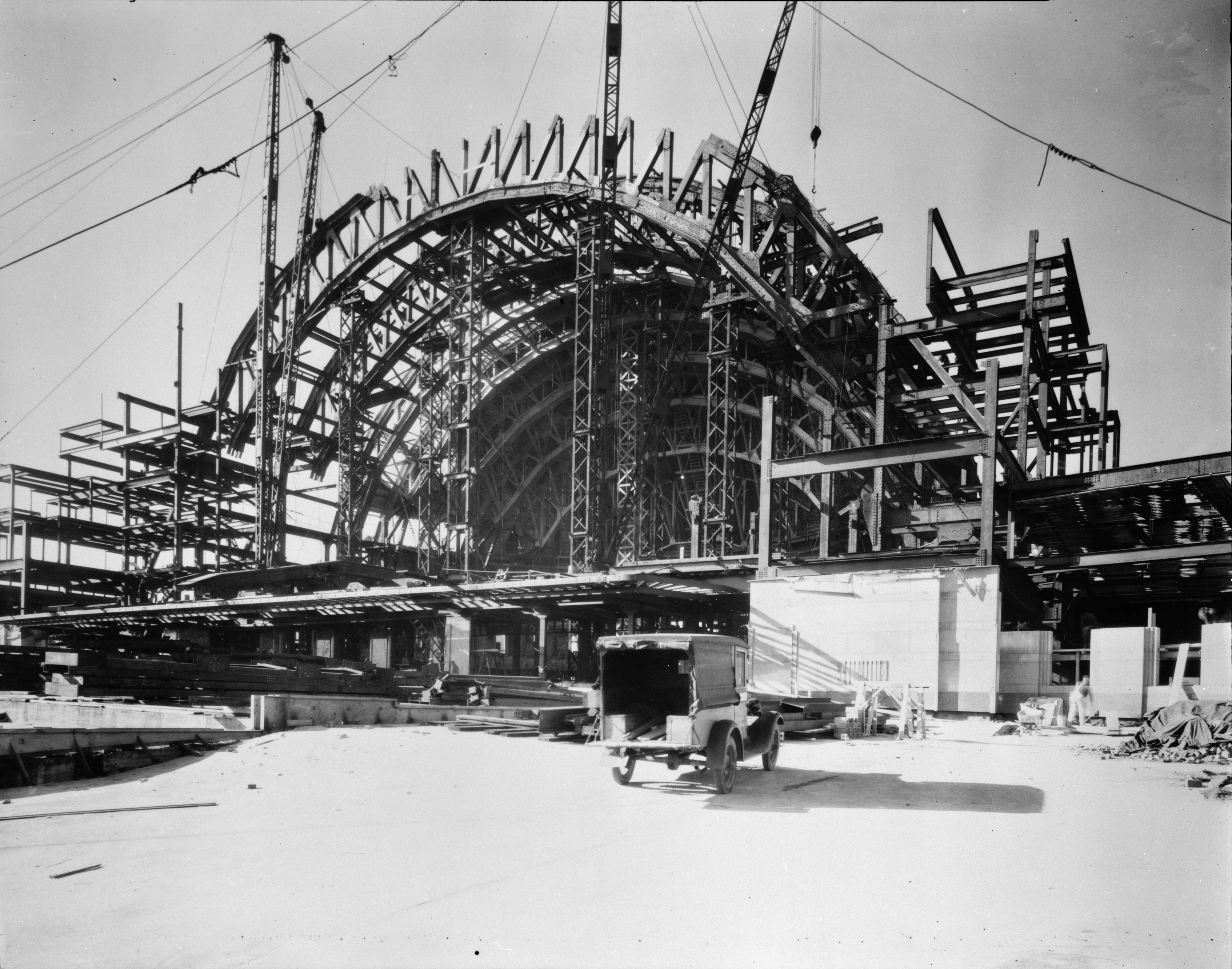
Монтаж металлоконструкций полукупола

Пассажирская станция Цинциннати — крупнейший строительный проект своего времени, сравнимый по масштабу с Рокфеллеровским центром и плотиной Гувера. Земляные работы на площадке начались начались в 1928 году. В первую очередь, в 1928—1929 годы, были построены новый мост через реку Огайо и три километра эстакад соединительных ветвей. Затем, осенью 1929 года началась отсыпка 4,3 млн м3 известняка и песчано-гравийной смеси на территории строящейся станции общей площадью 116 га. Дополнительные 3.6—6 метров грунта вывели уровень привокзальных путей на безопасную высоту над уровнем реки. Сортировочную станцию и склады, располагавшиеся на выбранном для вокзала месте, тогда же перенесли западнее, ближе к реке Милл-Крик. Эти и иные подготовительные работы на площадке будущего вокзала были завершены летом 1930 года.
Закладка здания вокзала состоялась 20 ноября 1931 года. Строителям предстояло уложить около 150 км железнодорожных путей, залить 150000 м3 бетона и смонтировать 42000 тонн металлоконструкций. 31 марта 1933 года, на шесть месяцев раньше запланированного срока, законченное здание ввели в эксплуатацию. Из-за очередного наводнения, которое потребовало экстренного закрытия старых станций, пассажирское движение началось ещё раньше, 19 марта 1933 года. Фактическая стоимость строительства станции, включая выкуп земель, путевое хозяйство, отдельный почтовый терминал и два десятка служебных построек, но не включая эстакадный автодорожный путепровод и благоустройство привокзальной площади, составила 41 млн долларов, из них на здание вокзала пришлось всего 7 млн долларов.

### Эксплуатация

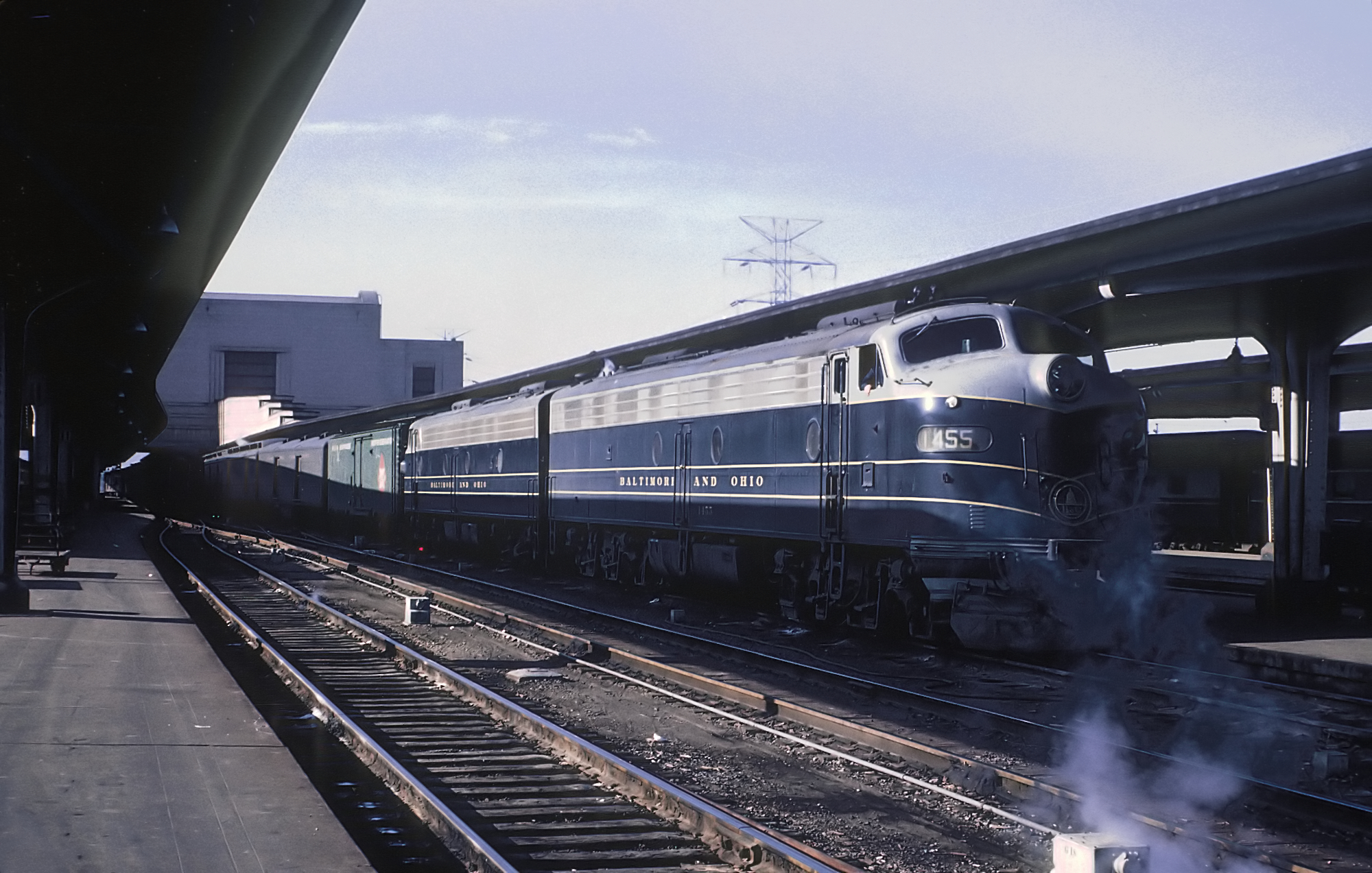
Фирменный пассажирский поезд на вокзале (1963). Заметно сужение платформы и «третий», передаточный путь, расположенный между двумя перронными путями.

Строительство вокзала и завершение других масштабных проектов, заложенных до «чёрной недели» 1929 года, отчасти смягчили удар кризиса по экономике Цинциннати. Но пассажиропотоки на железных дорогах страны катастрофически сокращались; как заметил на церемонии открытия предприниматель-железнодорожник Джон Корнуэлл, новый вокзал появился тогда, когда нужда в нём уже прошла. В первый месяц эксплуатации вокзал выполнял всего 142 прибытия и отправления в сутки. К концу 1934 года поток сократился до 134 прибытий и отправлений и примерно 10 тысяч пассажиров в сутки. Наибольшие потери понесли пригородные маршруты, вынужденные конкурировать с трамваями и растущим частным автопарком. К концу 1930-х годов избыточно большой, дорогой в эксплуатации вокзал стал «чемоданом без ручки».

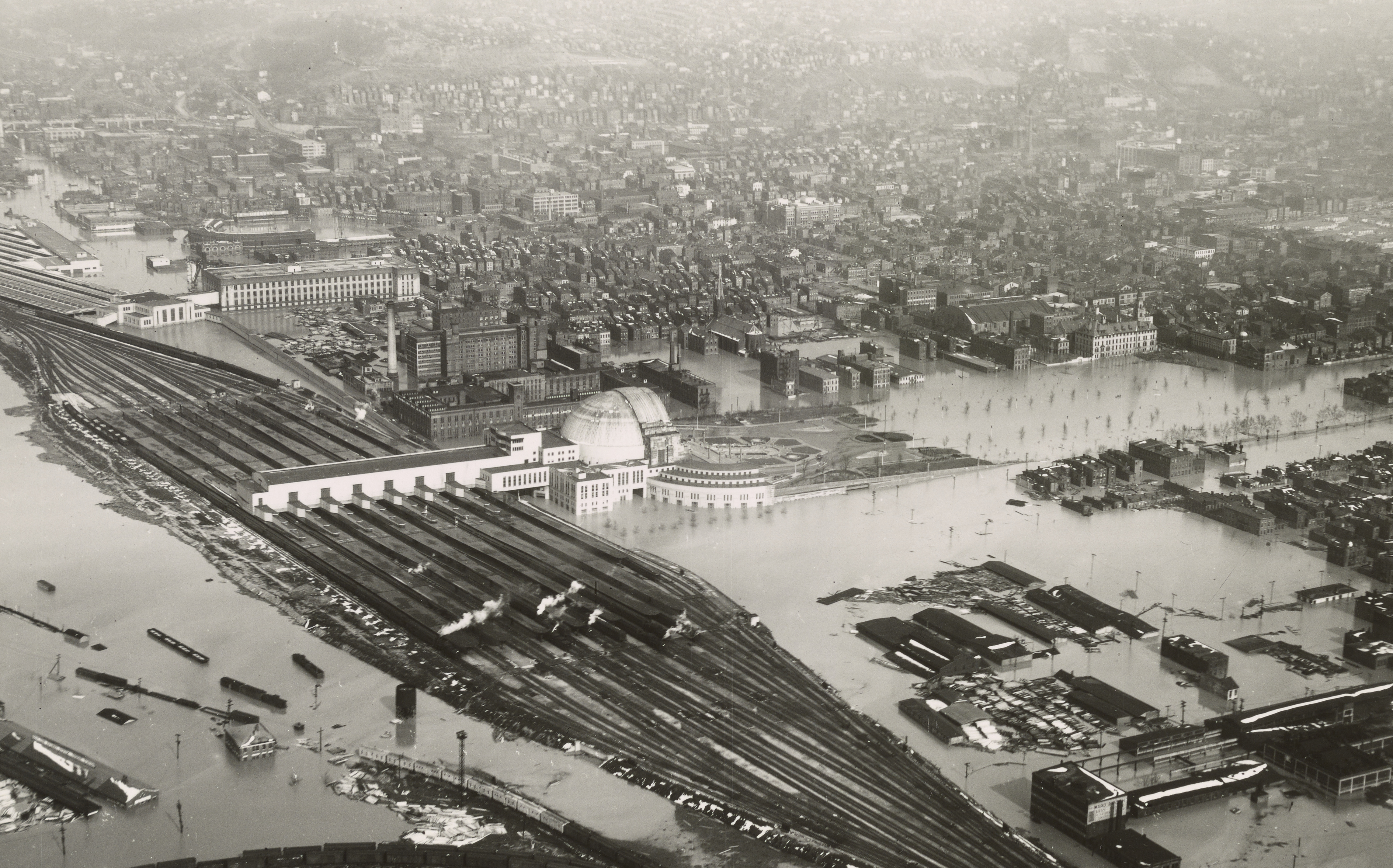
Наводнение 1937 года

Вокзал и станция в целом успешно пережили катастрофическое наводнение 1937 года. В первую неделю наводнения три из пяти железных дорог вынужденно остановили движение, но вокзал продолжал работу. Затем вода поднялась до отметки на 1,2 м ниже уровня путей вокзала и затопила соединительные ветви и привокзальную площадь, что привело к полной остановке движения и временному закрытию вокзала.
Вторая мировая война сопровождалась временным ростом пассажиропотока за счёт поездов дальнего следования и воинских перевозок. За годы войны на вокзале побывало три миллиона военнослужащих. Количество пассажиров превысило расчётное значение, достигнув в 1944 году исторического максимума в 34 тысячи человек в сутки; на привокзальной площади появились пробки из городских автобусов. Однако количество регулярных железнодорожных маршрутов осталось на низкой довоенной отметке. Движение пригородных поездов не восстановилось, несмотря на ограничения продаж бензина и прекращение выпуска гражданских автомобилей.
В 1950-е и 1960-е годы автомобилизация и рост авиасообщения окончательно подорвали железнодорожные перевозки. К 1953 поток сократился до 51 прибытий и отправлений, а к 1963 году — до 24 прибытий и отправлений в сутки. Прилегающие к вокзалу кварталы угасали; расчёты Фельхаймера на то, что близость к вокзалу будет способствовать джентрификации, не оправдались. Напротив, строительство автомагистрали I-75, которая отрезала вокзал от центра города, усугубило упадок привокзальных кварталов. Владельцы вокзала задумались о перепрофилировании здания; ненадолго, в 1968—1970 годы на вокзале обосновался научно-технический музей. В 1971 году ещё остававшееся междугороднее пассажирское сообщение перешло под контроль национальной компании Amtrak. После реорганизации 1971—1972 годов в Цинциннати останавливался всего один пассажирский поезд в сутки.
За время эксплуатации вокзала на нём неоднократно останавливались действующие президенты и кандидаты в президенты США. Наиболее часто, пять раз, на вокзале бывал Гарри Трумэн.

### Закрытие и перепрофилирование

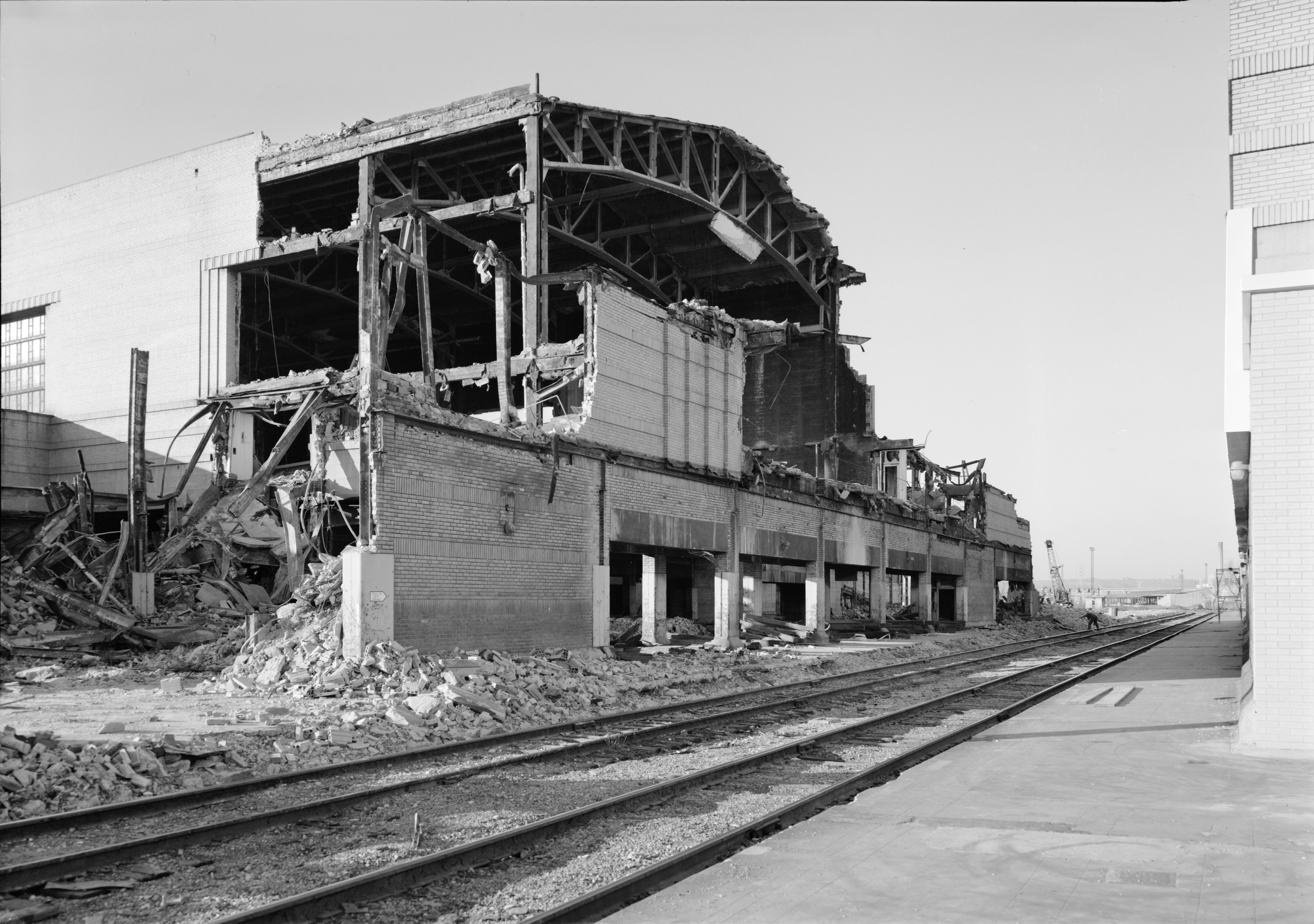
Снос конкорса

28 октября 1972 года Amtrak перенесла остановку на рядом расположенную станцию Цинциннати-Ривер-Роуд. Впервые в истории США большой пассажирский вокзал был полностью закрыт для пассажиров и поездов. Опустевшее здание было разграблено. Обширное хозяйство станции, включая вокзал, перешли в собственность Southern Railway. Компания, управлявшая железными дорогами южного направления, быстро росла благодаря продолжающейся индустриализации Юга США, тогда как движение в северных направлениях необратимо сокращалось. Southern планировала перестроить станцию под грузовое движение, с неизбежным при этом сносом пассажирского конкорса: его габарит не позволял пропускать контрейлерные составы. Снос ротонды вокзала предотвратила городская общественность, помнившая о судьбе уничтоженного в 1963 году Пенсильванского вокзала Нью-Йорка. Дискуссия 1973—1974 годов закончилась компромиссным решением. Ротонда и прилегающие к ней здания, выходящие на привокзальную площадь, получили статус памятника городского значения, а с 1977 года — национального исторического значения.. Железнодорожники получили право на снос конкорса, при условии вывоза и сохранения художественных мозаик. Последнее было выполнено частично: денег на демонтаж крупнейшего панно с картой США и мира не нашлось, и оно было уничтожено. Мозаики меньшего размера переехали в аэропорт Цинциннати.

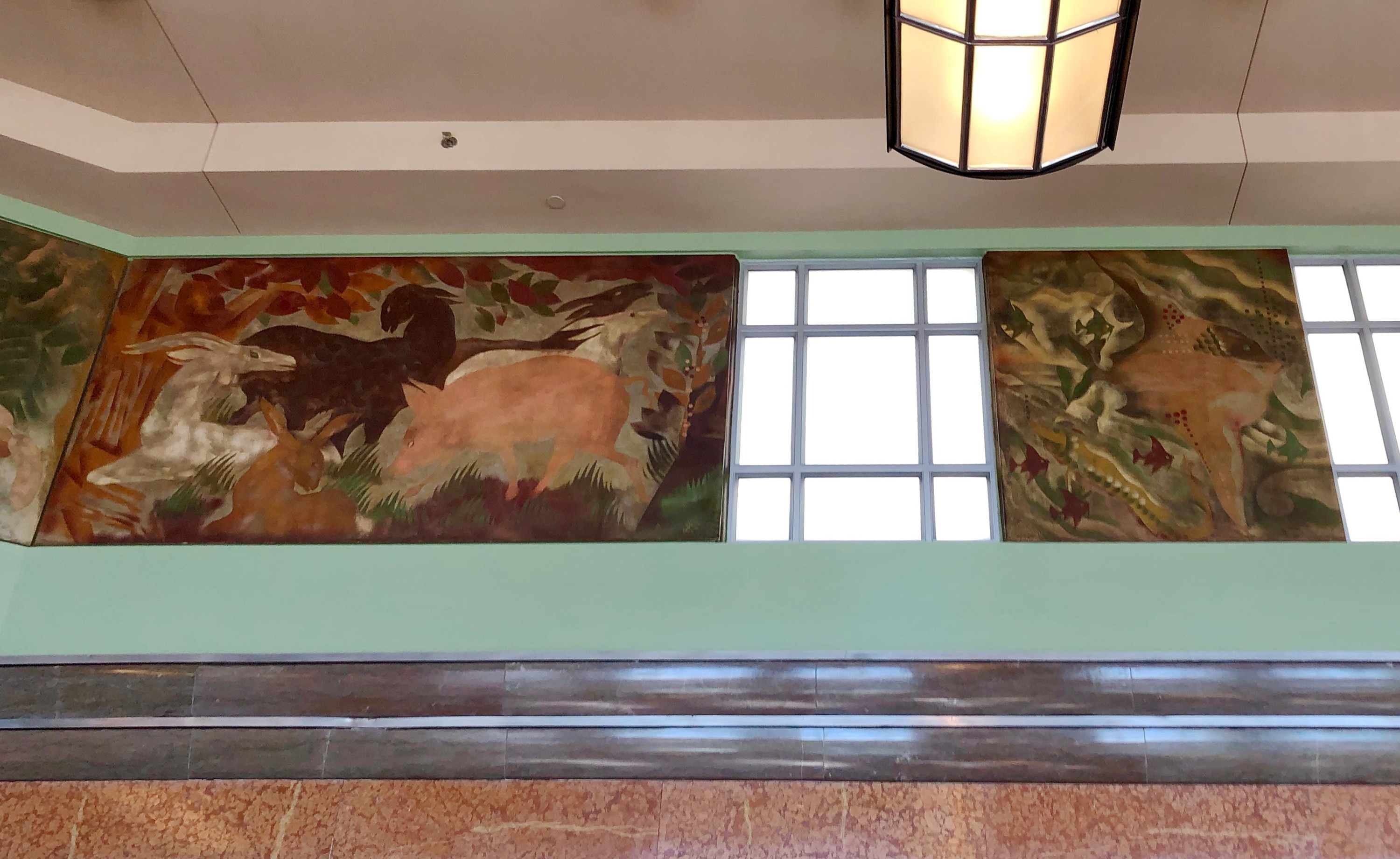
Полотна Пьера Бурделя в «лозантвильском зале» вокзала. Картина с козами (слева) наиболее пострадала, и планировалась к списанию

В 1980 году в здании вокзала открылся торговый центр, но дела шли плохо, и арендаторы начали покидать вокзал. В 1982 году на освободившихся площадях открылся естественнонаучный музей. В 1985 году, когда съехал последний торговый арендатор, музей занял всё здание вокзала и объявил сбор средств на его реконструкцию. В 1990 году обновлённый музей был открыт для посетителей. Помимо пассажирских помещений вокзала, в выставочное пространство были включены подземные парковки и тоннели привокзальной площади. Сохранившийся участок конкорса, примыкающий к ротонде, стал кинотеатром Omnimax. Годом спустя на вокзал вернулись фирменные поезда́ Amtrak.
В 2016—2018 годы здание было реконструировано вновь, с целью привести его облик к первоначальному и отреставрировать потускневшие и повреждённые росписи и мозаики. Особенно пострадали от времени полотна Пьера Бурделя, но нью-йоркские реставраторы сумели восстановить их до состояния, пригодного к повседневной музейной экспозиции. Музейное объединение Цинциннати (четыре музея и кинотеатр Omnimax) возобновило деятельность в ноябре 2018 года, музей Холокоста в 2019 году. Девять из шестнадцати отреставрированных мозаик Уайнолда Райсса экспонируются на открытом воздухе у выставочного зала Duke Energy (39°06′03″ с. ш. 84°31′11″ з. д.).
По состоянию на 2021 год, здания вокзала и прилегающих парковок принадлежат городу Цинциннати, а путевое хозяйство и пассажирские платформы — железнодорожной компании CSX Transportation. Через вокзал проходит единственный пассажирский маршрут — фирменный поезд Cardinal сообщением Нью-Йорк — Чикаго. В 2021 году услугами вокзала воспользовались всего 7164 пассажира, выручка за билеты составила 586323 доллара.

## Архитектура

### Планировка

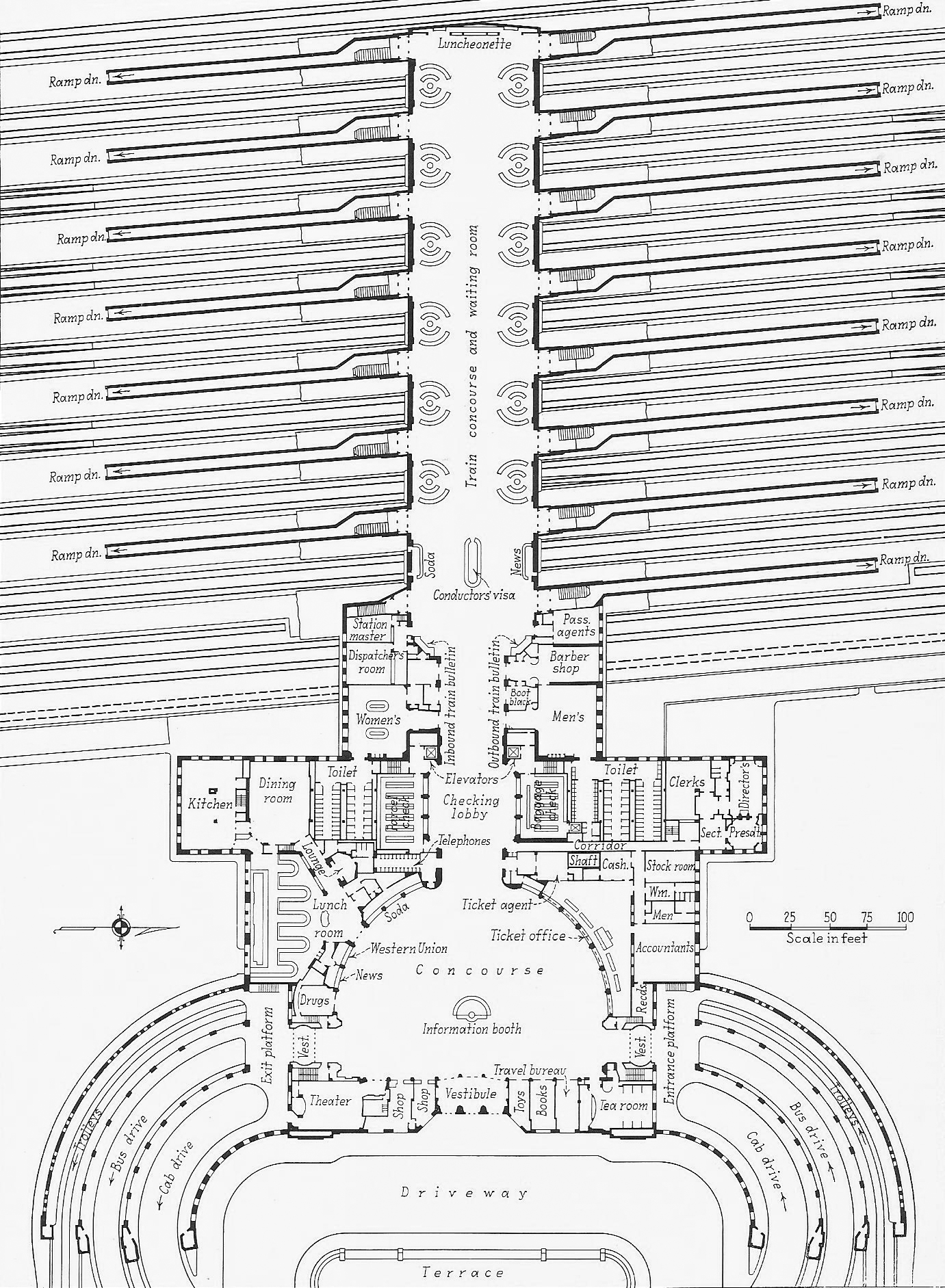
План вокзала в уровне пассажирских помещений

Объединённый вокзал Цинциннати — транзитный (сквозной) вокзал смешанного типа: распределительный зал (конкорс), также служивший залом ожидания, расположен над перронными путями и пассажирскими платформами, а все прочие помещения вокзала, сгруппированные вокруг ротонды входного вестибюля — к востоку от платформ. Арочный портал ротонды — метафора воронки, которая собирает поток прибывающих из города пассажиров и направляет их к конкорсу и выходам на платформы. Это традиционное решение, применявшееся в XIX веке в Германии, а в XX веке в Финляндии (вокзал Хельсинки-Центральный, 1904—1914), СССР (Киев-Пассажирский, 1928—1932)  и в спроектированном Фельхаймером и Вагнером Центральном вокзале Буффало.
Доступные пассажирам помещения (вестибюль, конкорс, кассы, рестораны, туалеты и прочее) расположены в одном уровне. Отметка пола общего пассажирского пространства лежит на 6,7 м) выше уровня балласта перронных путей, что обеспечивает габарит приближения по вертикали в 5,18 м. Здание заметно приподнято над естественным уровнем местности, и хорошо видно из центра города. Подобные планировки применялись в это же время на вокзалах США (Сент-Пол, 1923) и Франции (Версаль-Шантье, 1932) и предлагались как варианты  (но не были реализованы) для Курского вокзала в Москве и Центрального вокзала в Нижнем Новгороде.
Проектная пропускная способность вокзала — 17000 пассажиров и 216 поездов (108 прибытий и 108 отправлений) в сутки; фактически, вокзал был способен пропускать как минимум вдвое больший поток Перронный комплекс вокзала включал 16 путей и 8 платформ. К западу от них была зарезервирована полоса для размещения трёх дополнительных платформ; к востоку, между перонным комплексом и зданием вокзала, проходили два транзитных пути. Каждая платформа, длиной 487 м, была рассчитана на приём стандартных 17-вагонных пассажирских поездов пульмановского стандарта. Внутренняя длина зала конкорса достигала 126,5 м при ширине 23,7 м и высоте потолка 11 м Каждая платформа соединялась с конкорсом двумя лестницами (на север и на юг) и двумя пологими рампами. Наличие четырёх выходов обеспечивало почти идеально разделение потоков прибывающих и убывающих пассажиров. К северу и югу от конкорса платформы сужались до минимальной ширины 8,5 м. Сужение использовалось для того, чтобы уложить между каждой парой смежных перронных путей дополнительный передаточный путь (фото). Это позволяло переформировывать составы непосредственно на вокзале, без перегонки в вагонный парк. При необходимости, каждый перронный путь мог одновременно принимать и отправлять два коротких поезда. Башня управления движением с электропневматической системой блокировки размещалась в главном здании, над проходом к конкорсу.

Привокзальная площадь в 1940-е годы

Планировка вокзала отличается избытком обособленных залов и кабинетов. Типичным для американских вокзалов было устройство раздельных салонов для мужчин и женщин, нетипичным — наличие собственного кинозала. Вероятно, организаторы планировали использовать вокзал как общественный или деловой центр. В целом, по мнению И. Г. Явейна, «планировка отличается большой простотой и ясностью, позволяющей сразу при входе в здание быстро ориентироваться». Однако из-за удалённого расположения вокзал оказался неудобен для пассажиров, и был практически исключён из общественной жизни города.
Ниже уровня пола пассажирских помещений ротонды располагались два технических этажа: здесь базировались багажные службы, посты энергоснабжения и связи, погрузочно-разгрузочные зоны и подъездные пути для автотранспорта. Отличительная особенность проекта, воплотившая теоретические воззрения Альфреда Фельхаймера, — хорошо налаженная связь между вокзалом и городским общественным транспортом. К северу от ротонды были устроены три подъездных тоннеля с раздельным движением легковых такси, автобусов и троллейбусов (троллейбусное движение, дополняющее традиционный рельсовый трамвай, появилось в Цинциннати в середине 1930-х годов, но на вокзал троллейбусы так и не пришли). Высадка прибывших на вокзал и посадка уезжающих в город пассажиров производилась в раздельных зонах подземного этажа, затем такси и автобусы поднимались по пандусам и выезжали на привокзальную площадь к югу от ротонды.
Привокзальная площадь располагается на вновь проложенном проспекте, соединяющим вокзал со зданием филармонии Цинциннати. Площадь размером 430×150 м поглотила несколько городских кварталов и старый городской парк с прудами, устроенными на месте отработанных карьеров. До постройки вокзала семьи с детьми приходили в парк купаться, и в жаркие дни спали прямо в парке, под деревьями. После открытия вокзала жители продолжили купаться в привокзальных фонтанах, и устраивали сиесты прямо в помещениях вокзала. В XXI веке традиция продолжается, к неудовольствию администрации музея.

### Конструкторские решения

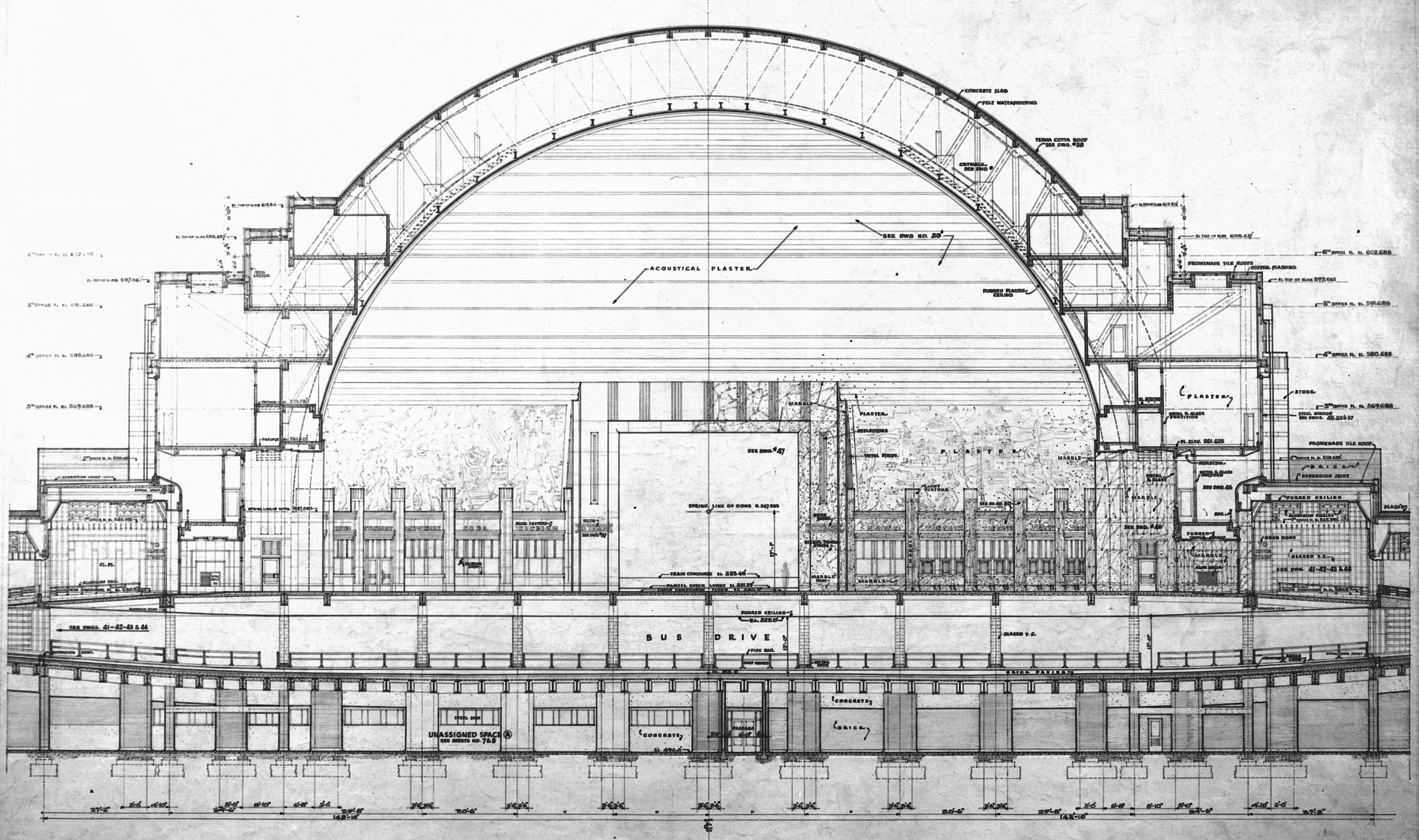
Конструкция несущей фасадной арки со вписанными в неё помещениями. Вид на портал конкорса. Подземные технические этажи

Ротонда вокзала — крупнейшее полукупольное сооружение мира до постройки Сиднейского оперного театра. Полукупол образован двумя геометрическими формами — собственно полукуполом (четвертью сферы), и надвинутой на него полуциркульной фасадной аркой прямоугольного сечения.. Высота внутреннего купола ротонды составляет 32,3 м, при ширине на уровне пола 54,8 м..

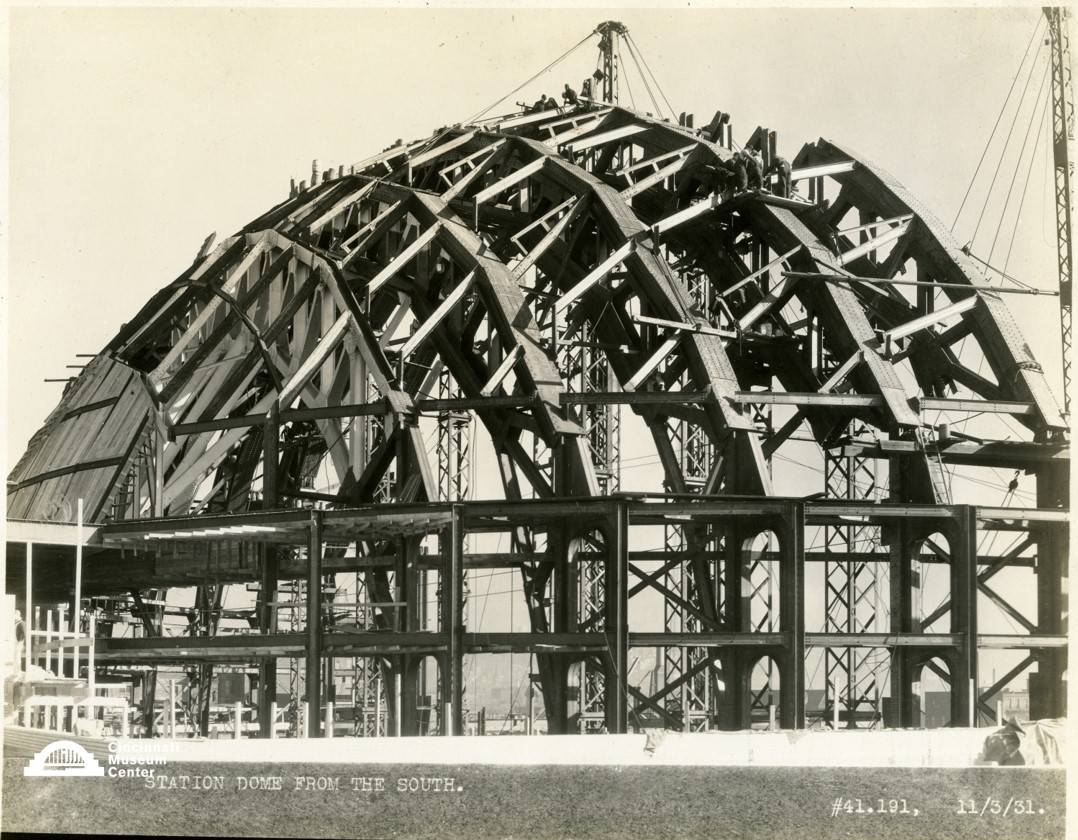
Сборка арок полукупола

Несущая основа ротонды — традиционный для США тех лет клёпаный стальной каркас. В 1930-е годы подобные перекрытия обычно опирались на пространственный каркас из одинаковых радиусных арок, сходящихся в одну точку в вершине купола. Проектировщики отвергли такой подход по ряду причин, главной из которых была невозможность эффективного сопряжения радиусных арок с прямоугольными объёмами служебных помещений и с широким и высоким порталом конкорса. Вместо этого, полукупол ротонды Цинциннати образован «пакетом» из восьми параллельных полуциркульных ферменных арок убывающего размера. Ширина крупнейшей арки на уровне пола равна 63,7 м, наименьшей — 20,6 м. Шаг между арками колеблется от 8,3 м до 3,3 м, что позволило вписать внутри арок разнообразные помещения привычной прямоугольной формы и состыковать их с прилегающими четырёхэтажными пристройками. Внутри крупнейшей (фасадной) арочной фермы встроены семь этажей обитаемых помещений.
Две действительно новаторские инженерные идеи были реализованы не в здании вокзала, но во второстепенных, не приметных стороннему взгляду участках станции: в навесах над платформами и в подземном автомобильном тоннеле в створе Гест-Стрит. Опоры навесов отнимают полезную площаь платформы, перегораживают проход и требуют отдельных фундаментов. Поэтому проектировщики, впервые в истории США, расставили опоры с непривычно большим шагом, равным длине пульмановского вагона (24,4 м). Предполагалось, что поезда должны останавливаться у платформ таким образом, чтобы двери вагонов располагались примерно по центру пролётов между опорами. Перекрытие козырька опиралось на клёпаные стальные балки длиной в три пролёта 73,2 м каждая. Благодаря естественноё жёсткости трёхпролётной схемы, в которой каждая балка опирается на четыре опоры, и продуманной расстановке поперечин и укосин конструкция получилась одновременно прочной и лёгкой для своего времени. Второе, и возможно самое примечательное решение проектировщиков буквально зарыто в землю под южной горловиной пассажирской станции. Это два параллельных автодорожных тоннеля одинаковой длины (100 м), но разной ширины (в одном, дополнительно к проезжей части, устроен проход для пешеходов). Здесь, впервые в американской истории, конструкторы армировали бетон тоннелей жёсткой рамной конструкцией.

### Внешний облик
Ротонда
Вокзал Цинциннати — вершина американского ар деко — стилистически близок утраченным павильонам чикагской выставки «Столетие прогресса». Это зрелый, поздний вариант стиля. В его интерьерах заметно влияние мотивов стримлайн-модерна, во внешнем облике — элементы модернизированной неоклассики. Фасад вокзала, облицованный местным желтоватым известняком, нарочито строг: из плоскости арки выступают лишь два контрфорса в центре пролёта, и два ризалита слева и справа от него. На ризалитах размещены шестиметровые барельефы Максфилда Кека (1880—1943) с образами покровительницы прогресса Афины и покровителя коммерции Гермеса. Контрфорсы несут фасадные часы диаметром 5,5 м и массой 5 тонн. Подсвечиваемый изнутри циферблат образован 28-ю сегментами из молочно-желтоватого и 24-мя сегментами из рубиново-красного стекла. Автор дизайна часов, построенных Seth Thomas Clock Company, документально не установлен.
Вокзал Цинциннати — первый большой вокзал США, построенным по канонам безордерной архитектуры. Авторы других больших вокзалов, строившихся в то же или позднейшее время, не сумели приблизиться к образцу, заданному Уэнком и Кре. Но этот образец появился слишком поздно, и практически не повлиял на развитие американской архитектуры. Депрессия 1930-х годов и Вторая мировая война сделали строительство столь масштабных общественных зданий невозможным, а к началу послевоенного строительного бума в архитектуре США восторжествовал заимствованный в Европе интернациональный стиль. Эпоха больших, искусно декорированных вокзалов, подобных вокзалам Цинциннати или Лос-Анджелеса, навсегда ушла в прошлое.
Служебные постройки
Утраченные в 1970-е годы служебные здания станции были оформлены в стилистике строгого ар деко с характерными высокими, узкими окнами. Даже в одноэтажных служебных будках применялись непривычно высокие, щелевидные дверные проёмы и стильные оконные переплёты. Особенно удачным получилось здание центральной котельной. Нарастающие уступами вверх прямоугольные объёмы, прорезанные щелями двусветных окон, и нависающая над ними гранёная труба производили впечатление декорации к «Метрополису».

### Интерьеры и монументальная живопись
Авторство главного помещения вокзала — полукупольного зала ротонды — точно не установлено. Наиболее вероятно, что основные идеи оформления — простые гладкие поверхности, простые призматические и каннелированные пилястры и тяги вместо ренессансных арок, отделку алюминием — предложил Поль-Филипп Кре. Он же настоял на применении яркой, тёплой палитры жёлтых, оранжевых и коричневых тонов, которую затем детально прорабатывал Винолд Райсс. 
По проекту Уэнка и Кре, в интерьерах вокзала было предусмотрено размещение 1686 м2 монументальной живописи. За право выполнить эти работы соревновались два художника-иммигранта — француз Пьер Бурдель и немец Винолд Райсс . Крупнейший контракт, на оформление ротонды, конкорса и промежуточных залов, общей площадью 1106 м2 достался Райссу, а Бурделю поручили декор конференц-залов, ресторанов и кабинетов. В 1932 году совет директоров стройки пытался разорвать контракт с Райссом как якобы слишком затратный, но Уэйт сумел настоять на завершении работы.
Мозаики Винолда Райсса
Авторству Райсса принадлежат 23 монументальных панно. Проект предусматривал живописную технику исполнения, но художник настоял на применении долговечной контурной мозаики: фигуры людей и контуры фонового изображения выложены цветной смальтой, а обширные участки фона выполнены красками по цементной основе. Два крупнейших панно, охватывающие периметр ротонды (ширина каждого 32 м при высоте 6 м), посвящены истории США и истории Цинциннати. 14 «индустриальных» панно, украшавших стены конкорса, изображают промышленный труд на предприятиях города. В проходе между ротондой и конкорсом размещены панно, изображающие организаторов постройки вокзала, и труд в местной керамической мастерской Rookwood Pottery. В дальнем торце конкорса размещалось панно с картами США и мира, утраченное при сносе в 1970-е годы. Две меньшие мозаики конкорса, с изображениями поездов, были сохранены и перемещены на нижний этаж ротонды.
Мозаики Райсса в буквальном смысле фотореалистичны: это художественные повторения фотографий, выполненных самим Райссом в студии и на местных предприятиях. Все изображённые люди известны поимённо — это сын и брат художника, профессиональные фотомодели, фабричные рабочие, черноногие индейцы и чернокожие строители вокзала. Райсс переносил контуры фотографий на эскизы в масштабе 1:3, а затем подбирал цветовые решения акварелью. На основе этих эскизов работники нью-йоркской мастерской Ravenna Tile собирали фрагменты мозаик в натуральную величину. Окончательная сборка фрагментов и роспись фона производились непосредственно на объекте. Конструкция семитонных несущих плит допускала демонтаж, что впоследствии позволило сохранить мозаики конкорса.
Интерьеры кабинетов, ресторанов и салонов
Пьер Бурдель выполнил для вокзала 510 м2 росписей. Потолочные росписи и настенные панно «лозантвильского зала» — традиционная живопись маслом на холстах. Настенные росписи в трёх залах выполнены в излюбленной технике Бурделя — живописи лаком по линолеуму. Вначале художник гравировал на линолеуме контуры рисунка, тщательно отшлифовывал их, грунтовал, а затем расписывал красками и покрывал толстым слоем лака; результат более похож на глубоко тиснёную кожу, нежели на традиционную живопись. Сюжеты росписей — русалки, джунгли, дикие животные — намеренно фантастичны. Работы Бурделя, редко доступные посетителям музея в полном объёме — чистый образец американского ар деко.
Другой уникальный образец стиля, кабинет директора железной дороги, также редко открыт для посещения и выполнен в иной манере. В соответствии с каноном стримлайн-модерна, кабинет имеет круглую форму и наполнен тщательно подобранными аксессуарами. Наиболее примечателен камин, к которому прилагались изящные подставки для поленьев. Во время запустения 1970-х годов множество мелких ценностей, включая эти подставки, были украдены — но в 1990-е годы новые хозяева вернули подставки в музей.
Чайная комната вокзала была оформлена художником-керамистом Уильямом Хеншелем (1892—1962). Плитки с авторским рисунком изготовила мастерская Rookwood Pottery. В начале XX века мастерская прославилась работами в стиле модерн, но позже не смогла полностью адаптироваться к вкусам 1930-х годов и к 1939 году прекратила существование. Декор чайной комнаты — последняя из её крупных работ.

## Вокзал в массовой культуре

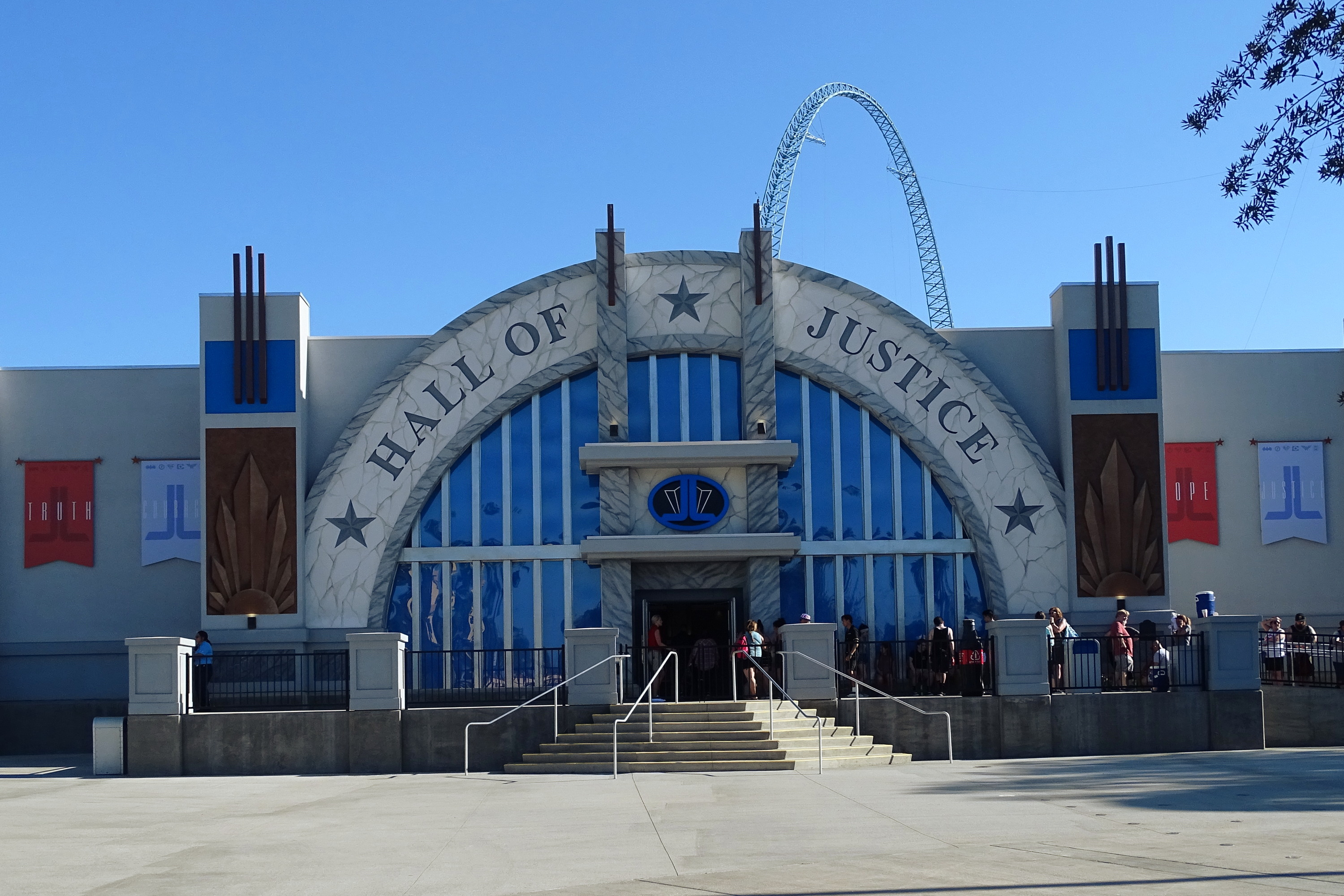
Облик павильонов сети «Шесть флагов» основан на образе «Дворца Справедливости», который в свою очередь основан на образе ротонды дворца

8 сентября 1973 года, через год после прекращения пассажирского движения и закрытия вокзала, на телеканале ABC вышла пилотная серия мультсериала Super Friends. В первом же её эпизоде появляется «Дворец справедливости» (англ. Hall of Justice) — база супергероев «Лиги Справедливости», нарисованная по мотивам вокзала Цинциннати. Эскиз «дворца» создал мультипликатор Эл Гмаер, а чистовой вариант — мультипликаторы команды Джо Барберы. Выбор был не случаен: Гмаер многократно бывал на вокзале, а владевшая студией Hanna-Barbera компания Taft Broadcasting базировалась в Цинциннати. Образ «дворца» закрепился в сериале, и впоследствии воспроизводился в бумажных комиксах DC Comics, в игровом фильме 2017 года и в архитектуре павильонов сети парков «Шесть флагов». В течение трёх десятилетий связь между реальным зданием и образом из комиксов считалась «городской легендой». Интервью с Гмаером, подтвердившее эту связь, было опубликовано лишь в 2009 году.
«Индустриальные» мозаики Райсса, установленные в международном аэропорту Цинциннати, служили фоном для сцен диалогов в аэропорту в фильме 1988 года «Человек дождя».